# Keith Raffan
Keith Raffan (* 1949 in Aberdeen) ist ein schottischer Politiker und Mitglied der Liberal Democrats. Er studierte an den Universitäten von Aberdeen und Cambridge und ist promoviert.

## Britisches Unterhaus
Raffan war zunächst Mitglied der Conservative Party und trat erstmals bei den Unterhauswahlen im Oktober 1974 für den Wahlkreis East Aberdeenshire an, erreichte jedoch nur die zweithöchste Stimmenanzahl hinter dem Kandidaten der SNP, Douglas Henderson. Seine nächste Kandidatur fand im Rahmen der Unterhauswahlen 1983 statt, als er für den walisischen Wahlkreis Delyn antrat und sich das Mandat deutlich vor dem Kandidaten der Labour Party sicherte und es bei den folgenden Wahlen 1987 verteidigte. Für die Unterhauswahlen 1992 trat Raffan nicht an. In der Folge verließ er die Conservative Party und schloss sich den Liberal Democrats an. Über den genauen Zeitpunkt des Parteieintritts liegen unterschiedliche Angaben vor, welche von 1992 bis 1997 reichen.

## Schottisches Parlament
Bei den Schottischen Parlamentswahlen 1999 stand Raffan als erster Kandidat auf der Regionalliste für die Wahlregion Mid Scotland and Fife und zog infolge des Wahlergebnisses in das neugeschaffene Schottische Parlament ein. Bei den folgenden Parlamentswahlen 2003 erhielt Raffan erneut das einzige Mandat der Liberal Democrats in der Region Mid Scotland and Fife. Ende des Jahres 2004 geriet Raffan auf Grund hoher Reisekosten in die Kritik und gab sein Mandat zu Beginn des Jahres 2005 aus gesundheitlichen Gründen zurück. Sein Nachfolger wurde Andrew Arbuckle.